# Forbidden Siren (film)
Pour le jeu vidéo, voir Forbidden Siren.
Pour plus de détails, voir Fiche technique et Distribution.
Forbidden Siren (サイレン 〜 Forbidden Siren 〜, Sairen, litt. « La sirène interdite ») est un film d'horreur réalisé par le japonais Yukihiko Tsutsumi, sorti en 2006. Il est basé sur la série de jeux vidéo Forbidden Siren.

## Synopsis
L’histoire se déroule à Yamijima, une île fictive isolée au sud du Japon qui a vu l'ensemble de ses habitants disparaître la nuit du 3 août 1976. L'unique survivant répétait en boucle : « La sirène sonne, n'allez pas dehors. »... 26 ans plus tard, Yuki Amamoto s'installe sur l'île avec son père et son petit frère souffrant, dont elle s'occupe comme de son enfant depuis la mort de leur mère. À l'exception du médecin local, l'accueil réservé par la petite communauté insulaire est glacial. Yuki se voit conseiller de ne pas sortir dehors lorsque la sirène retentit et découvre un carnet relatif aux évènements de 1976. Elle vit alors une série de faits troublants...

## Fiche technique
- Réalisation : Yukihiko Tsutsumi
- Scénario : Naoya Takayama
- Production :
  - Producteur délégué : Kei Haruna
- Musique : Gary Ashida
- Photographie : Satoru Karasawa
- Montage : Nobuyuki Ito
- Société de Production : Asahi Broadcasting
- Société de distribution :
  - 2006 : Shaw Organisation (Singapour)
  - 2006 : Toho Company (Japon)
- Pays de production :  Japon
- Langue : japonais
- Format : 1,85 : 1 - couleur
- Date de sortie : 
  - Japon : 11 février 2006

## Distribution
- Yui Ichikawa : Yuki Amamoto
- Jun Nishiyama : Hideo Amamoto
- Leo Morimoto : Shinichi Amamoto
- Naoki Tanaka : Yutaka Minamida
- Mai Takahashi : La fille vêtue de rouge
- Hiroshi Abe : Kei Tsuchida
- Naomi Nishida : Satomi
- Matsuo Suzuki : Azuma
- Kyusaku Shimada : Policier

## Autour du film
Forbidden Siren est réalisé par Yukihiko Tsutsumi. Le rôle principal est tenu par Yui Ichikawa, une actrice de 19 ans connue en Occident pour son rôle de Chiharu dans le film d'horreur Ju-on : The Grudge.
Le film est sorti au Japon la même semaine que le second opus de la série de jeux vidéo, Forbidden Siren 2. Les deux histoires se déroulent à Yamijima, mais à trois années d'intervalle. Le film ne retient que certains éléments de la mythologie de la série; on peut le voir comme un prologue au second opus.
En janvier 2006, Ghost House Pictures, la société de production fondée par Sam Raimi et Rob G. Taper (The Grudge, 30 jours de nuit), a annoncé avoir acquis les droits d'adaptation du jeu.
Durant le film, quand Yuki se rend sur la place du marché et s'aperçoit qu'il n'y a personne, on peut entendre une chanson. Cette chanson s'entend aussi dans Forbidden Siren 2. En effet, on trouve le Cd dans la Brillante Victoire.
Yuki essaye de trouver de l'aide auprès d'un policier qui se trouve être un "shibito". Ce policier a la même attitude que celui que rencontre Kyoka Suda dans Forbidden Siren 1, au début de l'aventure.

## Interprétations
Yuki semble être poursuivie tout au long du film par des "shibitos". En réalité, il s'agit d'une hallucination et elle ne voit que l'image des habitants en shibito. On retrouve cet aspect dans Forbidden Siren 1 lorsque l'on apprend qu'il y a une légende sur le village d'Hanuda, parlant d'un jeune garçon armé d'un sabre et d'armes à feu qui a décimé les 33 habitants du village. Il s'agit en fait des shibitos que Kyoka tue à la fin du jeu.
Il y a donc un effet d'illusion, qui fait croire à celui qui en est atteint qu'il voit des Shibitos.
On peut renforcer cette idée en évoquant Tamon Takeuchi qui croit prendre ses parents dans les bras alors qu'en réalité il embrasse des shibitos. Yoriko arrive soudain et se met à frapper les shibitos, rendant Tamon totalement déboussolé de voir la jeune fille frapper ses parents.